# Amin Hazbavi
Amin Hazbavi (en persan : محمد امین حزباوی), né le 6 mai 2003 à Ahvaz en Iran, est un footballeur international iranien. Il joue actuellement au poste de défenseur central au Sepahan SC.

## Biographie

### En club
Né à Ahvaz en Iran, Amin Hazbavi est formé par le club local du Foolad FC, où il débute en professionnel, jouant son premier match le 19 décembre 2021 face au Shahrdari Noshahr F.C. (en), en coupe d'Iran. Il entre en jeu et son équipe s'impose par trois buts à zéro.
Lors de l'été 2023, Amin Hazbavi prend la direction du Qatar en signant en faveur du Al-Sadd SC pour un contrat de cinq ans. Le transfert est officialisé le 25 mai 2023.
Le 11 juillet 2024, Amin Hazbavi fait son retour en Iran en rejoignant le Sepahan SC. Il signe un contrat de trois ans, soit jusqu'en juin 2027.

### En sélection
Saman Fallah représente l'équipe d'Iran des moins de 19 ans marquant trois buts en quatre matchs en 2022 et en tant que titulaire et capitaine à chacune de ces apparitions.
Il honore sa première sélection avec l'Iran le 21 mars 2024, face au Turkménistan. Il est titularisé jeu et son équipe s'impose sur le score de cinq buts à zéro.